# CAF Liga prvaka
CAF Liga prvaka je godišnje nogometno natjecanje koje organizira Afrička nogometna konfederacija (CAF). Pretežno prvaci afričkih domaćih liga sudjeluju u ovom natjecanju, najvećem afričkom klupskom natjecanju. Zbog sponzorskih razloga, službeno ime natjecanja je MTN CAF Liga prvaka, a koristi se i naziv MTN Liga prvaka.